# Trefusia obtusicaudata
Trefusia obtusicaudata är en rundmaskart som beskrevs av Allgen 1933. Trefusia obtusicaudata ingår i släktet Trefusia och familjen Trefusiidae. Inga underarter finns listade i Catalogue of Life.